# Anchesugur, Devadurga
Anchesugur là một làng thuộc tehsil Devadurga, huyện Raichur, bang Karnataka, Ấn Độ.